# .hack//Liminality
.hack//Liminality — аниме-OVA, созданная в 2002 году студией Bee Train по заказу Bandai Games. Каждая из её четырёх серий прилагалась к одной из игр тетралогии .hack и представляла собой описание событий, оставшихся «за кадром» в играх, но непосредственно с ними связанных. Последняя серия, «Трисмегист», описывает происходящее буквально одновременно с финальной битвой в .hack//Quarantine. Liminality стало первым сотрудничеством Bandai и Bee Train, позднее ставшим известным благодаря таким работам как .hack//SIGN и .hack//Roots.
Согласно сюжету, три девушки — Май Минасэ (яп. 水無瀬 舞 Minase Mai), Юки Аихара (яп. 相原有紀 Aihara Yuki) и Кёко Тоно (яп. 遠野京子 Tōno Kyōko) — расследуют странные случаи впадения в кому людей, игравших в компьютерную игру.

## Персонажи
Санаэ Кобаяси
Такахиро Сакураи
Ая Хисакава
Соитиро Хоси
Масаси Эбара
Саэко Тиба
Тосихико Сэки
Такуми Ямадзаки
Эми Синохара